# 曾孔志
曾孔志（？—？），福建闽县人，明朝政治人物。举人出身。

## 生平
嘉靖四十年（1561年）辛酉科福建鄉試舉人。万历四年（1576年），任廣東寶安縣知縣。升富川州知州。